# 2

2(이, two)는 1보다 크고 3보다 작은 자연수다. 또한 수를 표기하기 위한 숫자이기도 하다.

## 수학
- 짝수는 2를 약수로 갖는 정수를 일컫는다.
- 첫 번째 소수이며, 유일한 짝수 소수다. “가장 홀수적인 소수”(영어: the oddest prime)라고 농담되기도 한다. 두 번째 소수는 3이며, 다음 자연수도 소수인 유일한 소수다. 서로 연속하는 두 자연수 중 반드시 하나는 짝수, 하나는 홀수이므로 2를 포함하는 경우여야 하는데, (1, 2)는 1이 소수가 아니므로 (2, 3)만 이를 만족한다.
  - 첫 번째 소피 제르맹 소수(↔ 5)다.
  - 첫 번째 회문 소수다. 다음 회문 소수는 3이다.
- 2번째 고도 합성수이자 유일한 소수 고도 합성수다. 앞의 고도 합성수는 1, 다음은 4다.
- 2는 부족수이며, 2의 거듭제곱은 모두 부족수다.
- 진약수의 합이 2인 자연수가 없기 때문에, 2는 불가촉수다. 가장 작은 불가촉수로, 다음 불가촉수는 5다.
- 2는 3번째 피보나치 수다. 앞의 피보나치 수는 1, 다음은 3이다.
- 2는 4번째 트리보나치 수다. 앞의 트리보나치 수는 1, 다음은 4다.
- 2는 6번째 테트라나치 수다. 앞의 테트라나치 수는 1, 다음은 4다.
- 2는 2번째 모츠킨 수다. 앞의 모츠킨 수는 1, 다음은 4다.
- 2는 2번째 카탈랑 수다. 앞의 카탈랑 수는 1, 다음은 5이다.
- 2는 2번째 케이크 수다. 앞의 케이크 수는 1, 다음은 4다.
- 2의 제곱은 4다.
- 2의 제곱근은 무리수이며, 이는 처음으로 알려진 무리수로 추정된다.
- 2는 자릿수 제곱합이 제곱수인 2번째 자연수다. 이 성질을 지닌 앞의 수는 1, 다음 수는 3이다. (OEIS의 수열 A175396)
- 2차원은 평면의 차원이다.
- 원과 직선은 2개 이하의 점에서 만난다.
- 일치하지 않는 2개의 점은 한 직선을 결정한다.
- 일치하지 않고 꼬인 위치에 있지도 않은 2개의 직선은 한 평면을 결정한다.
- 이진법은 숫자 2개로 나타내는 기수법이다.
- 2개의 직선이 만나면 각을 이룬다.
- 2는 삼진법에서 마지막 숫자다. 삼진법에서는 0,1,2,3 (이것은 사진법부터 해당한다.)과 같이 세지 않고 0,1,2,10,11,12,20,21,22,100,101 … 라는 식으로 센다.
- 2는 첫 번째 단위 반복 소수 11의 자릿수다. 단위 반복 소수의 자릿수 역시 소수이다. 1이 늘어선 개수가 합성수인 경우 해당 수를 동일한 길이로 끊을 수 있는 수가 약수가 되기 때문에 무조건 합성수이다. (예: 111111=11×10101=111×1001, 11111111=11×1010101=1111×10001.) 다음 단위 반복 소수 1111111111111111111의 자릿수는 19이다.
- 두 자리 수는 10부터 99까지의 정수들이다.
- 2차 논리는 괴델의 완전성 정리가 성립하지 않는 첫 고차 논리다.
- 2는 다음 명제가 성립하게 만드는 가장 큰 자연수 {\displaystyle n}이다. 모든 {\displaystyle n}차 범주는 어떤 엄밀한 {\displaystyle n}-범주와 {\displaystyle n}차 동치이다.

## 과학·기술
- 헬륨(He)의 원자번호는 2번이다.
- DNA는 이중나선 구조로 이루어져 있다.
- 태양계의 2번째 행성은 금성이다.
- 사람의 치아는 보통 2번 난다.
- 지구에는 극점이 2개 뿐이다. (북극점과 남극점)
- 화성의 위성 개수는 2개다. (포보스, 데이모스)
- 사람의 팔과 다리는 2개씩 있다.
- NGC 2: 페가수스자리 방향에 있는 나선은하.

## 교통

### 철도
- 서울 지하철 2호선
- 인천 도시철도 2호선
- 부산 도시철도 2호선
- 대구 도시철도 2호선

### 도로
- 고속도로
  - 주간고속도로 제2호선(영어판): 텍사스주 미시온에서 할링전까지 이어지는 미국의 주간고속도로.
  - 아시안 하이웨이 2호선

- 국도 제2호선
  - 대한민국 2번 국도: 전라남도 신안군에서 부산광역시 중구까지 이어지는 대한민국의 국도. 총연장은 497.715km다.
  - 일본 2번 국도: 오사카부에서 후쿠오카현 기타큐슈시까지 이어지는 일본의 국도.

- 현도 제2호선

## 문화재
- 대한민국의 국보 제2호: 서울 원각사지 십층석탑
- 대한민국의 보물 제2호: 옛 보신각 동종
- 대한민국의 사적 제2호: 김해 봉황동 유적
- 대한민국의 명승 제2호: 거제 해금강

## 방송
- OBS경인TV의 대한민국의 수도권 지역 케이블TV 방송 사업자 전용 채널 번호.
- 스카이라이프의 W쇼핑 채널 번호.[1]
- 지니 TV의 NS홈쇼핑 채널 번호.
- B tv의 CJ온스타일플러스 채널 번호.[2]
- U+ TV의 KT알파 쇼핑 채널 번호.

## 스포츠
- 야구
  - 타격 한 번으로 타자가 2루까지 진루한 경우를 ‘2루타’라고 한다.
  - 주자가 한 명 있는 상태에서 나온 홈런을 ‘2점 홈런’(투런 홈런)이라고 한다.
  - 포수의 수비번호를 나타낸다.

- 축구에서 몰수패는 2-0 뿐만 아니라 3-0도 있다.
- 농구에서는 2점슛이 있다.

## 철학
- 역학에서 2는 1의 움직임에서 생기는 수인데, 2로부터 모든 현상이 시작된다. 1을 변화의 체(體)라 하면 2는 용사(用事)가 되고, 1이 한 생의 원기라하면 2는 그의 분립이 되며, 1을 마음에 있어서의 성(性)이라고 하면 2는 그의 정(情)이된다. 1이 태극이라면 2는 음양이 된다. 2는 변화의 전제 혹은 대립이라고 보고, 정(靜)이라고도 보며, 형상이라고도 보고, 불완전이라고도 본다.[3]

## 기타

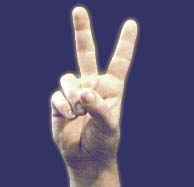
손가락 셈
아라비아 숫자 2
한자 숫자 二

- 연도: 2년, 기원전 2년
- 단기 대학은 보통 2년제이다.
- 대한민국에서는 한 학년을 2개의 학기로 나눈다. 졸업하는 달은 2월이다.
- 옛날 군대는 육군과 해군 (수군)의 2개뿐이었다.
- 젓가락은 1쌍, 즉 2개다.
- 대학수학능력시험 사회탐구와 과학탐구에서는 최대 2과목까지 선택할 수 있다.
- 홍진호는 "만년 2등" (콩라인)이라는 별명이 있다.
- 한국의 성씨 중 정(丁)씨, 복(卜)씨는 가장 적은 2획이다.
- NHK 교육 텔레비전의 디지털TV 전용 리모컨 가상번호이다.
- 1900년 이후 태어난 여자의 주민등록번호 일곱번째 자리는 2다.

## 같이 보기
- 이진법